# 星形
星形可以指：
- 星形線：外型有如星形的曲線
- 星形多邊形：外型有如星形的多邊形
- 星形多面體：外型有如星形的多面體
- Category:星形符号：外型有如星形的符號